# اشک (گیاه)
اشک یا شوردرخت نام درختچه‌ای است از تیره باقلائیان که اصل آن از سیبری است و در ایران در مناطق استپی و کوهستان‌های خشک اطراف کرج می‌روید.
این سرده در ایران یک گونه گیاه درختچه‌ای تیغدار دارد که بیشتر در کنارهٔ باغ‌ها و کشتزارها و میان سنگلاخ‌ها و دیوارهای سنگی خشک می‌روید.